# سد هوا نا
سد هوا نا (به لاتین: Hua Na Dam) یک سد در تایلند است که در Nong Kaeo واقع شده‌است.